# Leul Gebresilase
Leul Gebresilase, né le 20 septembre 1992, est un athlète éthiopien, spécialiste des courses de fond.
Il obtient la médaille de bronze du marathon aux championnats du monde d'athlétisme 2023.

## Palmarès
| Date | Compétition           | Lieu        | Épreuve  | Résultat | Temps          |
| ---- | --------------------- | ----------- | -------- | -------- | -------------- |
| 2015 | Jeux africains        | Brazzaville | 5 000 m  | 2e       | 13 min 22 s 13 |
| 2018 | Marathon de Valence   | Valence     | Marathon | 1er      | 2 h 4 min 31 s |
| 2023 | Marathon de Londres   | Londres     | Marathon | 4e       | 2 h 5 min 45 s |
| 2023 | Championnats du monde | Budapest    | Marathon | 3e       | 2 h 9 min 19 s |